# Pustnäs
Pustnäs är en bebyggelse vid östra sidan av nedre Fyrisån i Danmarks socken i Uppsala kommun. Från 2015 avgränsar SCB här en småort.